# 인사이트 (우주선)
인사이트(InSight)는 NASA의 화성 지질 탐사 착륙선이다. 목적은 화성의 탄생과 태양계의 진화와 형성과정, 내부 온도, 지각활동, 화성의 열분포 등을 연구하는 것이다. 2018년 5월 5일 발사되어, 2018년 11월 26일 화성에 도착, 탐사한다. 주요 장비로는 HP3과 지진계 등을 장착했으며, SEIS로 화성 지표면 내부까지의 파동을 들여다 볼 것이다.
제작은 록히드 마틴이 했으며, 2016년에 발사하려다 부품이 고장나서 연기되고 또 연기되어 2018년 5월 발사로 잡혔다. 그리고 임무에 성공한 피닉스의 기술을 모방&재사용해 실패 확률을 줄일 것이라고 생각된다. 중요한 부품에 고장이 나서 원래 2016년 발사하려다가 이 문제로 록히드 마틴에 넘겼으며, 넘기고 수리해서 1억 5000만 달러가 더 들어갔다(한화 1500억). 이 1억 5000만 달러로 NASA 연구원들은 Insight의 부품 자체를 점검, 수리한다고 계획을 발표했다. 결국, 원래 6억 7500만 달러가 들어가야 하는데 8억 8000만 달러가 들어갔다(예산 초과했는데도 취소하지 않고 계속 진행하고 있다).

## 역사와 제작 배경
원래 인사이트는 2012년 GEMS(Geophysical Monitoring Station)이었으나, NASA가 다시 이름을 바꾸어 인사이트가 되었다. 이 이름은 안(In)과 보다(Sight)라는 영어 단어가 합쳐저서 InSight라는 말장난스러운 의미도 가지고 있다. 2010년 초, 디스커버리 12로 3건의 최종후보 제안 중 3개의 최종 후보로 선정되어 계획을 짜고 디자인과 예산 배정을 하기 시작했다. 2012년 8월, 인사이트가 개발, 발사된다는 구체적인 계획이 모두 짜이고 JPL의 과학자들이 관리하기로 결정되었다. 비용은 발사 비용을 제외한 4억 2,500만 달러 이내여야 한다.

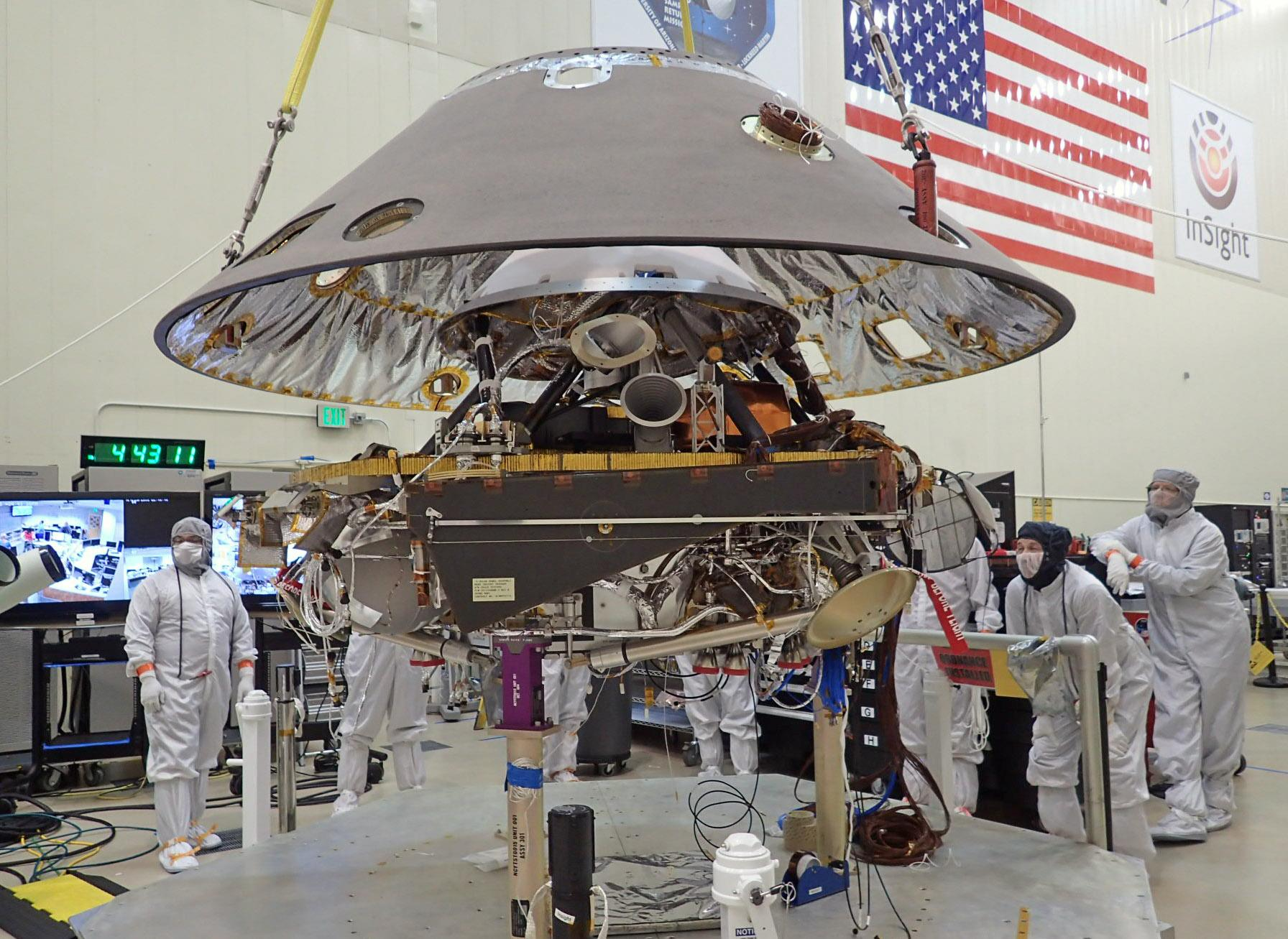
조립 현장

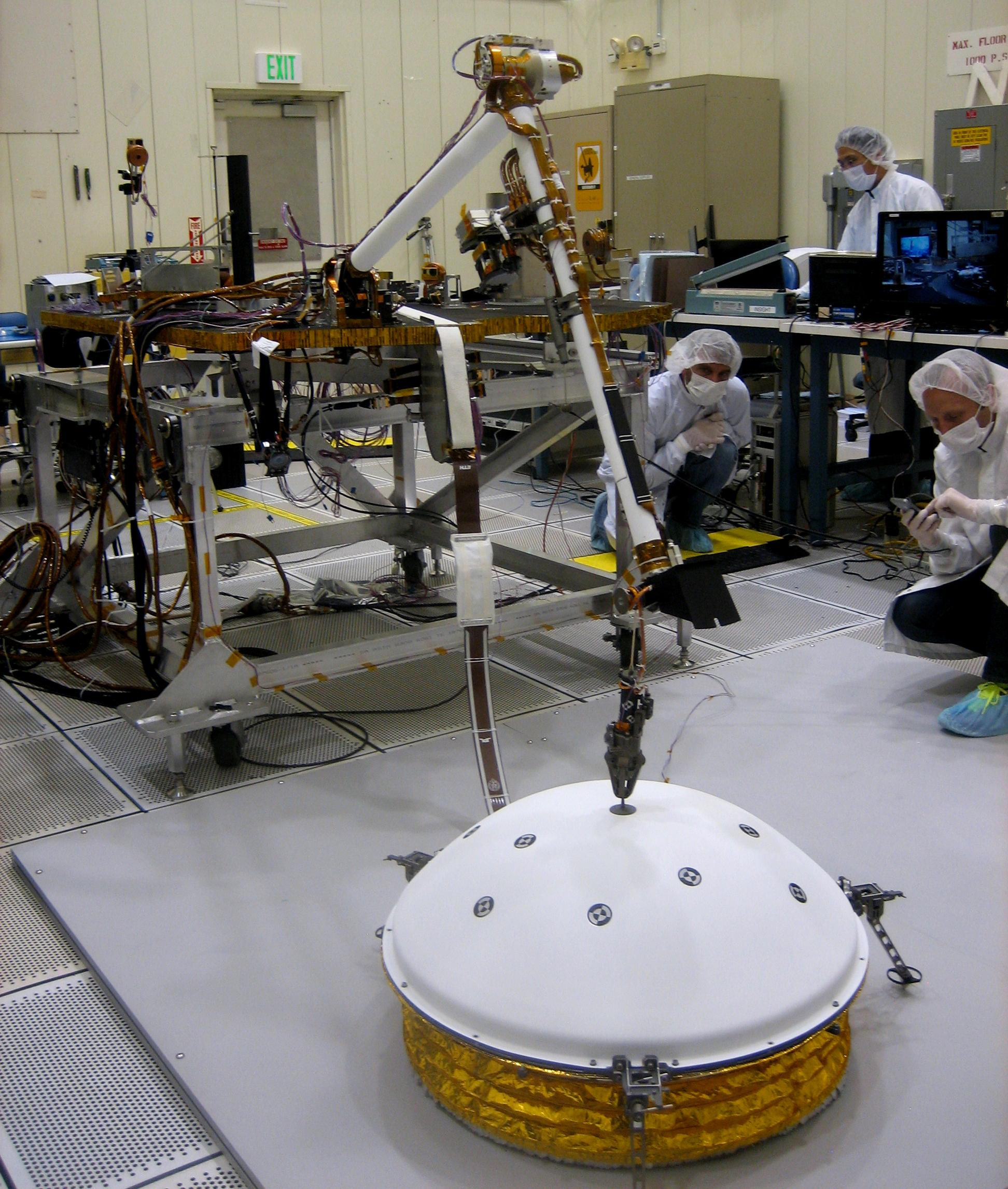
테스트 현장

NASA는 2014년 5월 초 인사이트를 조립을 시행하고 2015년 5월 말 인사이트에 대한 각종 테스트(온도, 진공, 방사능 등)을 시행했다.
테스트는 처음에는 합격인줄 알았으나 지진계의 계속된 문제로 다시 고쳐야 했다. 전에 말한 문제의 부품이 바로 지진계다. 이 문제를 고치기 위해 발사 예정 연도였던 2016년에서 2018년으로 연기되었다. 원래 과학자들은 처음에 바이킹 1호의 지진계가 오작동을 일으켰을 때 '만약에 인사이트의 지진계도 이러면 어쩌나'라는 문제를 생각했지만 개발한 것이다.(바이킹 1호는 지진계가 잘 안 꺼내졌다) 그리고 바이킹 호의 지진계가 너무 민감해서 바람이나 탐사선의 움직임도 지진계에 움직여서 진짜 화성의 지각 활동을 찾는데 어려움을 겪었다(지각 데이터가 아닌 화성의 풍량 데이터도 많은 도움이 되었다). 바이킹 호가 탐사한 지역은 착륙지점으로부터 14km이었다. 기술과 디자인의 한계로 증명할 수 없는 진동은 지진인지 바람인지 알 수 없었지만, 이번의 보완으로 확실한 진동의 근원을 찾을 수 있을 것이다. 현재까지 큰 발견이나 진전은 없었고, 대규모 지각활동을 찾지 못하였다.
참고로, 달에도 지각활동을 탐사하는 지진계가 있으며, 이는 아폴로 12호, 14, 15, 16 미션 때 설치한 지진계다. 현재까지 지구 외 다른 천체에서 관측된 가장 강한 지진은 달에서 1977년 관측되었다(강도 5.5, 경주 지진과 비슷함).
도플러 효과를 응용한 질량 측정은 바이킹 1호, 바이킹 2호과 마스 패스파인더가 20년 간격으로 측정했다(이 두 번의 측정으로 화성의 핵의 크기를 계산할 수 있었다). 인사이트는 이번에 화성의 핵의 크기를 측정하고 자전축의 각도를 측정할 예정이다. 또한 화성의 핵은 액체인지 고체인지 과학자들이 논쟁을 하고 있는데, 이 논쟁의 답을 찾아 줄 것으로 기대하고 있다.

### 발사 연기 후
인사이트는 발사 연기 후 록히드 마틴 창고에 넣어졌으며 애틀러스 V는 지오아이가 개발한 탐사선을 발사하는 데 사용되었다. 그리고 더 들어간 1억 5천만 달러는 인사이트를 수리하고 보완하는 데 사용했다. 문제의 지진계는 NASA가 다시 뜯어고쳤다. 2017년 11월 우주방사선, 내열 등의 시험을 모두 완료하여 모든 정비와 테스트를 끝냈고 2018년 1월 태양 전지 패널을 조립하고 시험했다. 그리고 2018년 2월 C-17 글로브마스터III를 통하여 반덴버그 공군기지로 옮겨졌다. 마지막으로 5월 5일, 성공적으로 발사되었다.

## 장비(페이로드)
전체적인 임무는 화성의 지질 탐사이다.
Seismic Experiment for Interior Structure(SEIS):화성의 역사와 태양계의 형성을 알기 위해 제작되었다. 화성의 지진, 기타 지질 활동을 탐사할 예정이며, 화성의 지층은 어떻게 만들어졌는지, 운석 충돌과 어떤 상호 작용 등을 하는지를 밝히는게 목적이다. 프랑스 국립 우주 연구 센터가 제작 팀들 중 리더였으며, 취리히 연방 공과대학교, 막스 플랑크 태양계 연구소, 프랑스국립고등항공우주학교, JPL도 참여했다. 지질 활동만 탐사하는 건 아니고 지질 탐사라는 주요 임무에 부가 기능이 있다. 그리고, 포보스의 50hz 이하의 지진과 진동도 잡아낼 수 있다. 참고로, 이 부품은 인사이트의 발사일을 연기시켰던 문제의 부품이다. SEIS는 기후에 의한 온도계의 오차가 일어나지 않게 지진계의 기능을 하는 동시에 기상 관측 기능도 함께 하도록 설계하였다. 기상관측기계는 JPL이 제작했다.
Heat Flow and Physical Properties Package(HP3):인사이트에서 화성 토양의 온도를 재는 장치다. 독일 항공우주 센터가 개발했다. 화성의 핵은 얼마나 많은 열을 내며, 지표면은 얼만큼의 열을 담고 있는지를 측정하는 것이 목적이다. 온도를 측정하기 위해 10 cm 씩 온도 측정 장비가 있다(탐침같이 생겼다. 복사계의 기능도 가지고 있으며, MASCOT를 본떠 만들었다.
Rotation and Interior Structure Experiment (RISE):화성의 내부를 알기 위해 X선으로 화성의 자전주기와 공전주기를 파악하는 장비다. JPL이 개발하였으며, 이 장비의 데이터와 패스파인더가 보낸 데이터를 비교 측정하여 화성의 내부를 아는 게 목적이다. 과학자들은 이 장비가 보낸 데이터가 외계 행성의 내부에 관하여 알려줄 것이라고 예상하고 있다.
Temperature and Winds for InSight (TWINS):탐사선이 위치한 화성의 날씨를 알기 위해 설치된 장비다. 스페인 국립 연구 위원회가 제작했으며, 화성의 날씨를 아는 게 목적이다.
Laser RetroReflector for InSight (LaRRI):레이저를 이용한 거리 측정기로, 목표 지점에 얼마나 떨어져 있는지 측정하는게 목적이다. 이 장비는 인사이트가 임무를 종료한 뒤에도 레이저 거리 측정을 할 수 있을 것으로 과학자들은 기대하고 있다.
Instrument Deployment Arm (IDA):SEIS와 HP3을 위치시킬 로봇 팔이다. 부품을 위치시키는 게 목적이고, 이외에도 다른 장비 등을 옮기거나 버릴 때도 쓸 예정이다.
Instrument Deployment Camera (IDC):상단에 위치한 컬러 카메라로, 1024 x 1024픽셀이다. 원래는 흑백 카메라였으나 개발 마감일과 예산 배정 변경 등으로 컬러카메라로 바뀌게 되었다. 이 카메라는 Navcam이다. 스피릿과 오퍼튜너티의 카메라를 본떠서 만들어졌다. Hazcam과 같은 카메라지만, Hazcam은 위험을 피하게 해주는 카메라이고, Navcam는 주변 풍경이나 사진을 촬영하는게 목적이다.
Instrument Context Camera (ICC):상단에 위치한 컬러 카메라로, IDC와 동일한 컬러카메라며, 1024 x 1024픽셀이다. Hazcam으로, 이동할 때 주변을 보거나 위험 요소가 없는지 확인하는 게 목적이다.

## 발사

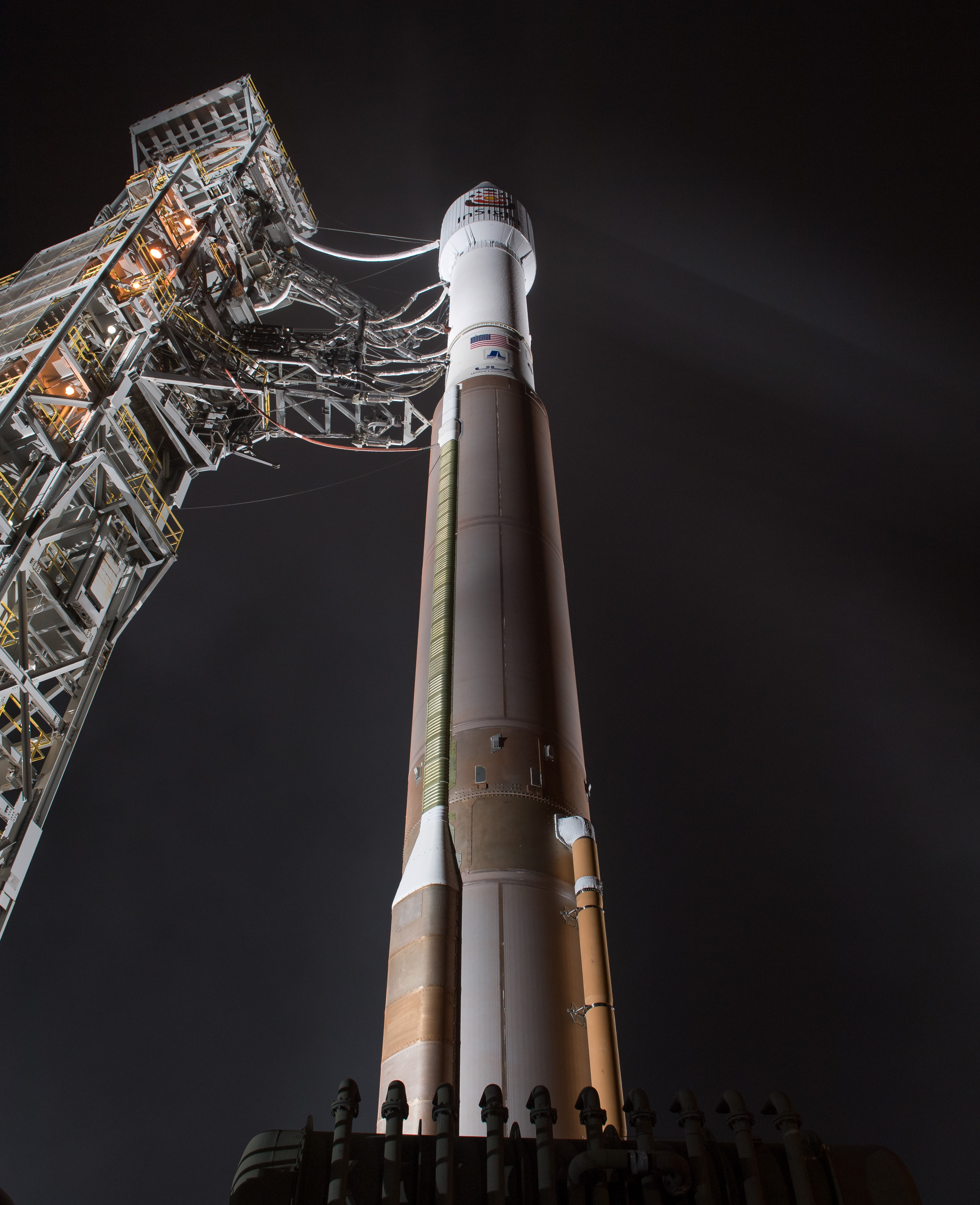
InSight의 발사 대기 장면

발사는 원래 2016년 반덴버그 공군기지에서 애틀러스 V(애틀러스 V 401)로 우주로 나갈 예정이었으나, 지진계 문제로 연기되어 2018년 5월 발사된다(지진계는 JPL이 고쳤다). 그리고 인사이트를 발사시킬 예정이었던 애틀러스 V는 인사이트의 발사가 연기되어 지오아이가 개발한 탐사선을 발사시켰다. 발사체는 연기 전 발사체와 같으며, 발사체는 애틀러스 V(AV-078)다. 발사는 반덴버그 공군기지에서 발사한다. 현재 5월 5일 반덴버그 공군기지에서 성공적으로 발사되었다.
옮길 때 사용하였던 비행기는 C-17 글로브마스터III이다.

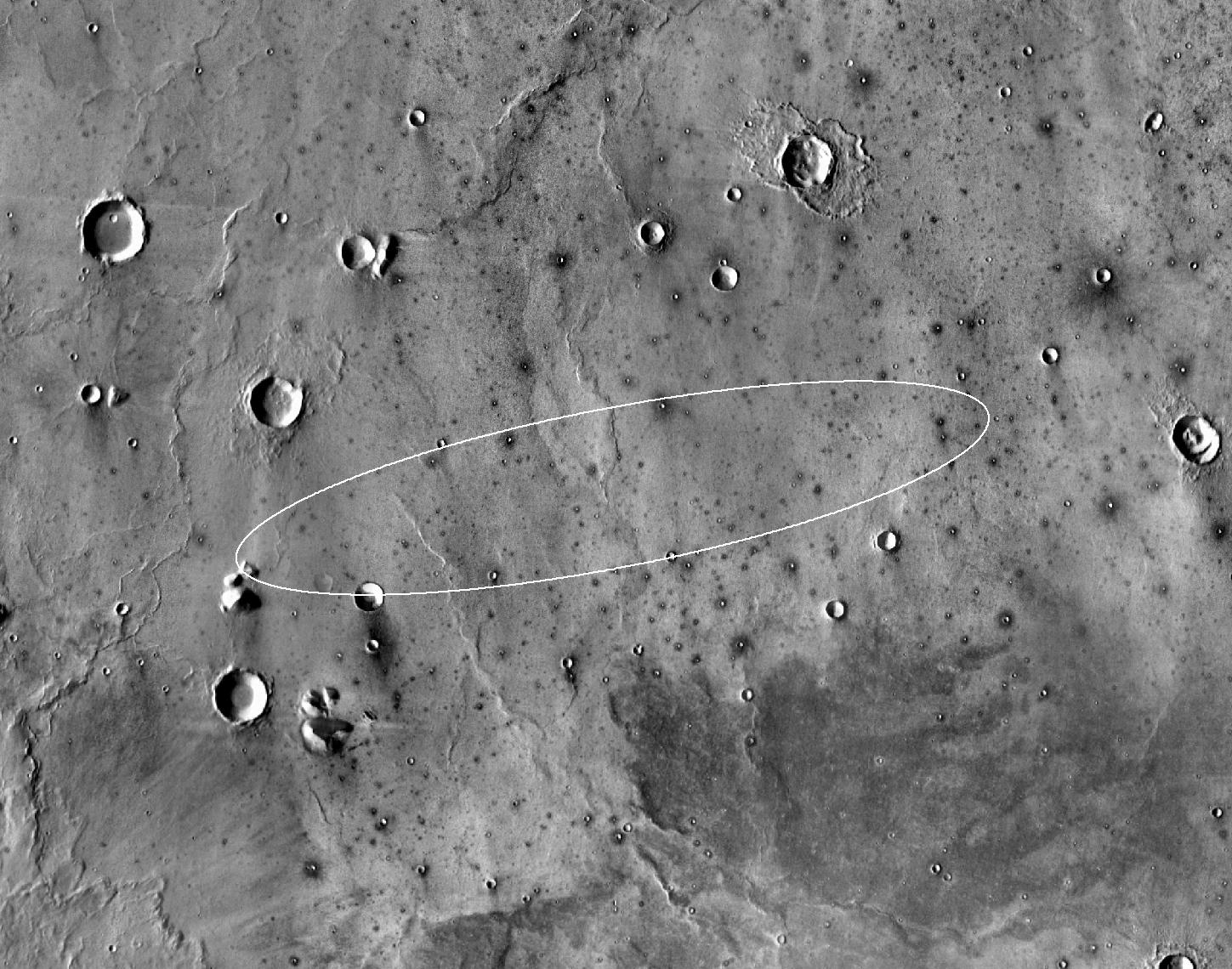
착륙장소

화성까지 약 200일 동안 4840만 km을 날아가서 2018년 11월에 착륙할 예정이었다. 2018년 11월 26일에 성공적으로 착륙하였다.

## 착륙
JPL은 2013년 9월 화성 정찰위성으로 후보 지점 4개를 택했고, 2017년 3월 가장 착륙하기 좋은 지반인 엘리시움 플랜티아, 즉 북위 4° 30′ 동경 135° 00′ / 북위 4.5°  동경 135.0° 를 택했다. 이 지반은 게일 크레이터에서 600 km 떨어진 곳이다. 참고로, 게일 크레이터에서 600 km 떨어진 곳에 큐리오시티가 착륙했다.
11월 27일, 인사이트의 착륙은 성공적으로 완료된 것이 확인되었다. 착륙 후 4시 54분 경 신호를 보내왔으며, 태양 전지판을 펴고 탐사를 시작하였다.

## 이름 명단 칩

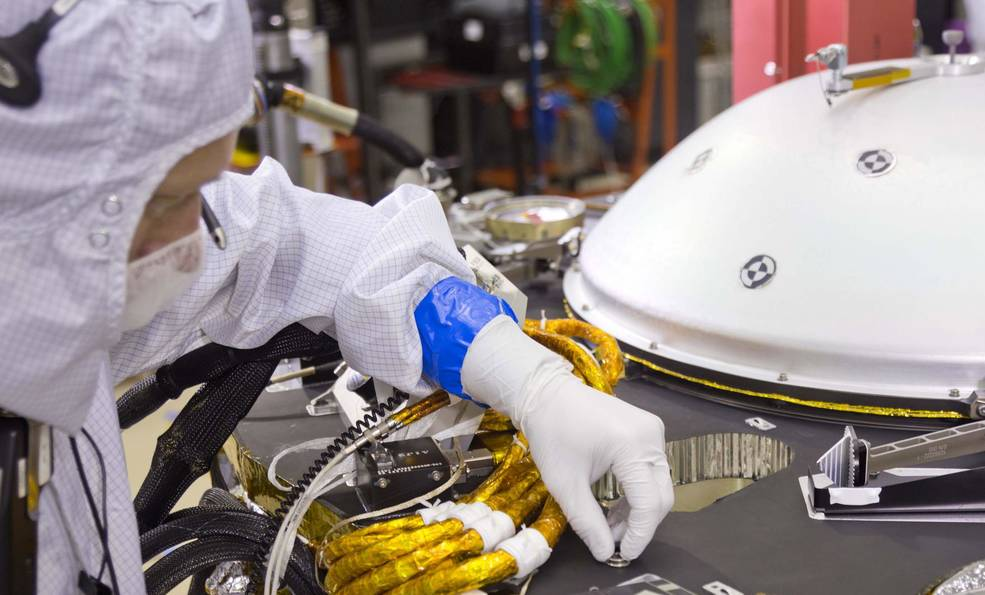
insight의 이름 칩

NASA는 인사이트를 만든 과학자들, 디자이너들, 엔지니어들, 그 외 민간인 240만 명의 이름이 새겨져 있는 칩 2개를 만들었다. 2개의 칩으로 구성되어 있고, 2015년 전체 240만 명의 이름 중 826,923명의 이름이 실리고, 2017년 160만 명의 이름이 실렸다. 이 글자의 크기는 머리카락의 지름의 약 1/1000이다. 2015년 11월 첫 번째 칩이 설치되고 2018년 2월 두 번째 칩이 설치되었다.

## MarCO

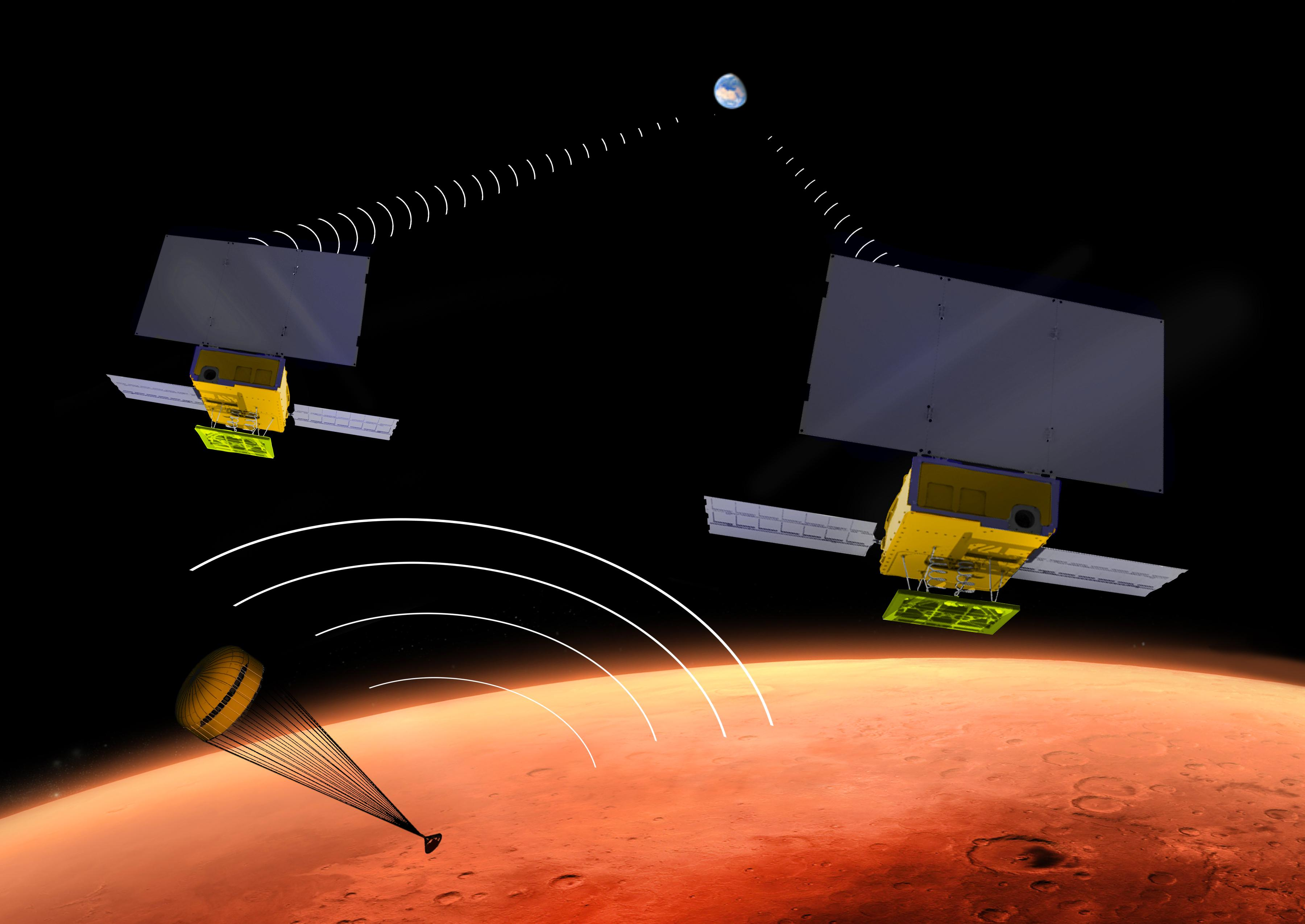
상상도

MarCO는 2개로 이루어진 소형 위성(소형 큐브 위성)으로 구성되어 있으며, 먼저 개발된 A, 그다음 개발된 B로 나누어진다. MarCO가 제작된 이유는 두 위성이 인사이트에서 보낸 사진, 데이터 등을 지구로 보내기 위해서다(MAVEN(현재 화성 탐사선들이 보낸 데이터들을 송신함)의 후계자라고 생각하면 된다). 또한 통신 기술을 더욱 발전시키고 MRO의 통신 한계를 극복해내려는 것도 있다. 이 탐사선도 통신만 하기 때문에 실패해도 크게 위험이 없고, 만일 성공하면 화성과 지구가 서로 통신하는 데 큰 발판이 될 것으로 생각되고 있다. 크기는 약 가로 30 cm, 세로 20 cm 높이 10cm이며, 인사이트의 중계뿐만 아니라 다른 탐사선도 중계한다. 발사는 아틀라스 V로, 같은 시간에 발사되었다. 현재 인사이트와 함께 같이 화성을 향해 성공적으로 도착했다.

## 지원, 개발, 투자

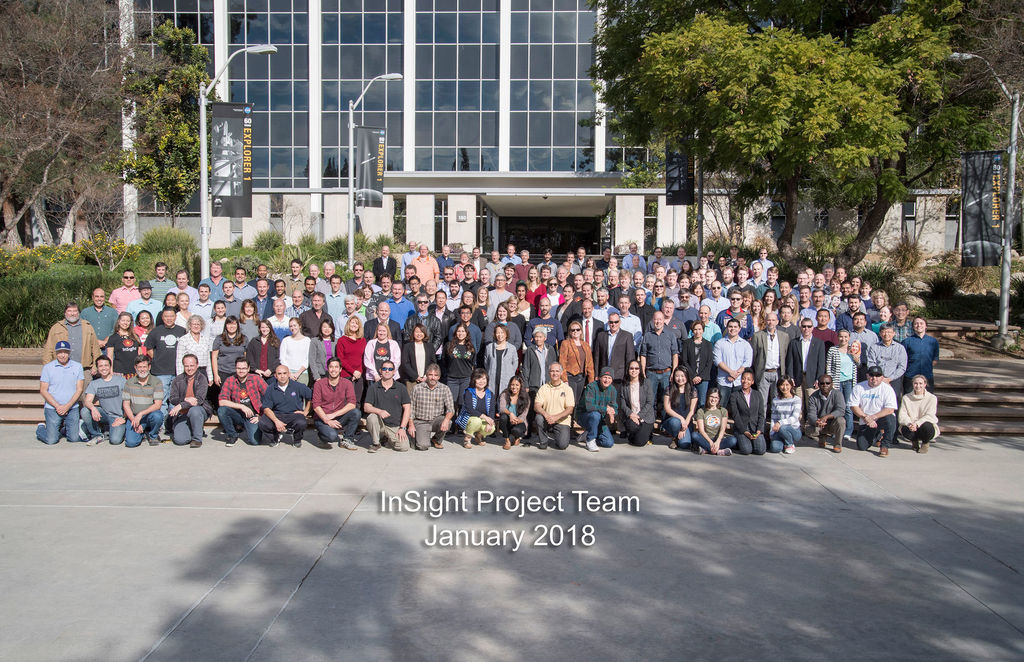
인사이트 개발팀 중 하나인 JPL의 연구원 단체사진

인사이트를 완성하는데 지원, 개발, 투자한 단체는 다음과 같다. 이 단체의 국가 소속들은 미국, 프랑스, 독일, 오스트리아, 벨기에, 일본, 캐나다, 스위스, 영국 등의 다국적이다.
대표적인 개발 공조로, SEIS는 W. Bruce Banerdt이 이끈 개발 팀이 제작했고, HP3은 Suzanne Smrekar가 이끄는 개발팀이 제작하였다. 그리고 RISE는 Sami Asmar가 이끄는 개발팀이 제작했다.
- NASA
- 프랑스 국립 우주 연구 센터 (CNES)
- 독일 항공 우주 센터 (DLR)
- JPL
- ULA
- 록히드 마틴
- 파리 지구 물리학 연구소 (IPGP)
- 취리히 연방 공과대학교 (ETHZ)
- 막스 플랑크 태양계 연구소 (MPS)
- 임페리얼 칼리지 런던
- 프랑스국립고등항공우주학교 (ISAE)
- 옥스퍼드 대학교
- 우주 연구 센터 (CAB)
- 폴란드 과학 아카데미 우주 연구 센터
- 스페인 국립 연구 위원회
- 스탠포드 대학교(MarCO, 디스커버리 12(인사이트)의 일환임)
- 칼텍(MarCO, 디스커버리 12(인사이트)의 일환임)